# Krieg im Frieden
Krieg im Frieden ist ein deutsches Stummfilm-Militärlustspiel von Carl Boese aus dem Jahre 1925.

## Handlung
Die Handlung spielt „in der guten, alten Zeit“, als es noch einen Kaiser gab und als Militärmanöver, so will es der Film glauben machen, ein einziger großer Spaß mit Ringelpiez und Anfassen waren. Die Einquartierung der am Manöver beteiligten Offiziere und einfachen Soldaten bringt sehr viel Leben und Unruhe in ein kleines Provinznest. Auch Ilka von Etvös, die Tochter des kommandieren ungarischen k.u.k.-Generals Etvös, hat es hierhin verschlagen, gingen ihr doch zuletzt die Nachstellungen der ergrauten Kameraden ihres Herrn Papa allmählich auf die Nerven. 
Doch kaum im Hause ihres Provinzonkels angekommen, beginnt die alte Leier von vorn, nur dass diesmal die Verehrer eine Generation jünger und (mit ihren schmucken Uniformen, in ihren Augen) auch deutlich fescher sind. Bald führt der Liebesreigen zu den genreüblichen Verwechslungen und Missverständnissen, bis zum Ende hin, zwischen Salon und Küche, jeder Topf seinen Deckel findet. Die heiratsfähigen Jungoffiziere werden mit den adeligen Fräuleins standesgemäß vermählt, und selbst der einzige Junggesellen-Zivilist dieser Geschichte, der nicht mehr ganz taufrische Apotheker des Dorfes, findet seine Herzdame in der Bürgermeistertochter und kommt unter die Haube.

## Produktionsnotizen
Krieg im Frieden entstand zum Jahresbeginn 1925 und passierte die Filmzensur am 30. März desselben Jahres. Im Rahmen einer Pressevorführung wurde der Film am 2. April 1925 in den Berliner Wittelsbach-Lichtspielen erstmals gezeigt. Die Länge des mit Jugendverbot belegten Sechsakters betrug 2330 Meter.
Fritz Kraencke entwarf die Filmbauten.

## Kritik
Die österreichische Fachpublikation Das Kino-Journal meinte: „Dieses Mosersche Lustspiel hat seinerzeit […] die Runde über alle Bühnen gemacht und im Burgtheater mit Harry Walden volle Kassenerfolge erzielt. Heute liegen diese feschen Leutnants und Oberleutnants, Generäle, Pfeifendeckel und der ganze faule Zauber des zweifarbigen Tuches bereits zu unterst in der Requisitenkiste der Bühnenerfolge. Immerhin gelang es dem Film, die entschlafenen Geister einer vergangenen Epoche wieder für eine Stunde ins Leben zurückzurufen.“

## Einzelnachweis
1. ↑  „Krieg im Frieden“. In: Das Kino-Journal. Offizielles Organ des Bundes österreichischer(/der österreichischen) Lichtspiel-Theater, der Landes-Fachverbände und der Sektion Niederösterreich-Land / Das Kino-Journal. Offizielles Organ des Zentralverbandes der österreichischen Lichtspiel-Theater und sämtlicher Landes-Fachverbände / Das Kino-Journal. Offizielles Organ des Bundes der Wiener Lichtspieltheater und sämtlicher Landes-Fachverbände / Das Kino-Journal. (Vorläufiges) Mitteilungsblatt der Außenstelle Wien der Reichsfilmkammer, 6. Februar 1926, S. 11 (online bei ANNO).